# Peter Gabriel (1978년 음반)
《Peter Gabriel》은 1978년 6월 3일에 발매된 영국의 싱어송라이터 피터 가브리엘의 두 번째 솔로 음반이다. 이 음반은 같은 제목의 네 장 중 두 번째 음반이다. 킹 크림슨의 기타리스트 로버트 프립이 프로듀싱을 맡았다.
이 음반은 첫 번째 《Peter Gabriel》만큼 잘 팔리지 않았지만, 영국에서 10위에 올랐다.
미국에서 이 음반의 제목은 《Peter Gabriel II》였다. 이 음반은 종종 《Scratch》라고도 불리며, 힙노시스의 음반 커버를 가리킨다.
프로듀서 로버트 프립의 영향은 〈Exposure〉 트랙에 "프리퍼트로닉스"를 사용함에 있어서 명백하다.

## 평가
| 전문가 평가                   | 전문가 평가 |
| 평가 점수                     | 평가 점수   |
| 출처                          | 점수        |
| ----------------------------- | ----------- |
| AllMusic                      | [ 5 ]       |
| Chicago Sun-Times             | [ 6 ]       |
| Classic Rock                  | 7/10        |
| Encyclopedia of Popular Music | [ 8 ]       |
| Entertainment Weekly          | B+          |
| Q                             | [ 10 ]      |
| Rolling Stone                 | [ 2 ]       |
| The Rolling Stone Album Guide | [ 11 ]      |
| Uncut                         | 7/10        |
| The Village Voice             | B−          |

1978년 《NME》에서 닉 켄트는 다음과 같이 썼다. "그것의 뻔뻔스럽게도 좌익 베니어는 처음에는 저를 차갑게 만들었고, 이제서야 그것의 강점이 나타나기 시작했습니다... 비집중 베니어를 무장해제시킨 후에, 직장에서 조용히 주목할 만한 재능이 있습니다. 로이 비탄의 피아노 작품과 〈Mother of Violence〉의 느린 퓨즈가 브루스 스프링스틴이나 데이비드 보위에게 그가 보여준 모든 것을 능가하는 방식으로 조용합니다. 음반의 뿌리에 더 가까이 다가가면, 가브리엘을 창조적인 절정에 가까운 사람으로 묘사할 수 있을 만큼 개성 있는 곡들에 대한 순수함과 강점이 있습니다."

## 곡 목록
모든 곡들은 특별한 언급이 없는 한 피터 가브리엘에 의해 작사/작곡하였다.
| #  | 제목                                   | 작사·작곡             | 재생 시간 |
| -- | -------------------------------------- | --------------------- | --------- |
| 1. | 〈On the Air〉                         |                       | 5:30      |
| 2. | 〈D.I.Y.〉                             |                       | 2:37      |
| 3. | 〈Mother of Violence〉                 | 가브리엘, 질 가브리엘 | 3:10      |
| 4. | 〈A Wonderful Day in a One-Way World〉 |                       | 3:33      |
| 5. | 〈White Shadow〉                       |                       | 5:14      |

| #   | 제목                   | 작사·작곡             | 재생 시간 |
| --- | ---------------------- | --------------------- | --------- |
| 6.  | 〈Indigo〉             |                       | 3:30      |
| 7.  | 〈Animal Magic〉       |                       | 3:26      |
| 8.  | 〈Exposure〉           | 가브리엘, 로버트 프립 | 4:12      |
| 9.  | 〈Flotsam and Jetsam〉 |                       | 2:17      |
| 10. | 〈Perspective〉        |                       | 3:23      |
| 11. | 〈Home Sweet Home〉    |                       | 4:37      |